# مارکو سیمونه
مارکو سیمونه (به ایتالیایی: Marco Simone) (زاده ۷ ژانویه ۱۹۶۹ بازیکن فوتبال بازنشسته‌ی ایتالیایی و مربی کنونی باشگاه موناکو می‌باشد.